# میینا کالاس
میینا کالاس (انگلیسی: Miina Kallas؛ زادهٔ ۷ ژوئیهٔ ۱۹۸۹) بازیکن فوتبال اهل استونی است.
وی همچنین در تیم ملی فوتبال Estonia بازی کرده‌است.